# Arwidssonia
Arwidssonia — рід грибів родини Hyponectriaceae. Назва вперше опублікована 1974 року.

## Класифікація
До роду Arwidssonia відносять 2 види:
- Arwidssonia empetri
- Arwidssonia loiseleuriae